# トゥンカル

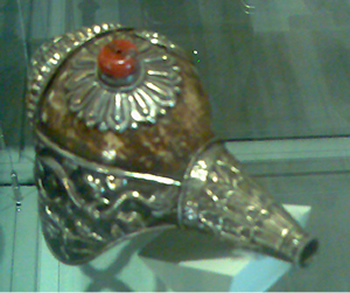
トゥンカル

トゥンカル（チベット語：དུང་དཀར་ dung dkar）はチベット語で「白い法螺貝」を意味する。梵語で法螺貝を意味するシャンカ（śaṅkha）とも呼ばれる。白い法螺貝の上に鏤められた錫や青銅の象眼細工や良きエネルギーを表す明色のビーズによって飾りがなされている。
インド史を通じ、法螺貝は大いなる力・権力・威信の象徴であった。インドの叙事詩の英雄達はみな名を持った白い法螺貝を持っていた。英雄が白い法螺貝を鳴らすとき敵軍は恐怖に慄き、それは戦いの始まりを意味した。この古の信仰はチベット音楽における、白い法螺貝の平和と良きエネルギーの神聖なる象徴というイメージへ影響していると考えられる。
トゥンカルは有史以来宗教楽器としてチベットの宗教音楽において使われてきた。チベットでは仏教の到来以前、シャーマニズムであるボン教が信仰されていて、トゥンカルは霊を呼び起こして家畜や作物の成長を助けたり、病や破滅を齎す（もたらす）悪霊を消し去るために使われていた。今となってはトゥンカルは主に仏教寺院か興行において見られ、非宗教的な使い方は非常に稀である。

## ザックス＝ボルンホルテル分類
トゥンカルはトランペットによく似た音を出す気鳴楽器で、その振動は奏者の唇から楽器自体へ伝わる。ザックス＝ボルンホルテル楽器分類番号では423.111.2に当たる。以下の分類項に含まれる（Grove Music Online Aerophone: Appendix, 1914）
- 4 - 気鳴楽器（Aerophones）：空気そのものを振動させて音を発生させる
- 42 - 吹奏楽器（Wind instruments proper）：空気を吹き込んで振動させる
- 423 - トランペット（Trumpets）：振動する奏者の唇を通した気流を断続的に気柱へ接続して振動させる
- 423.1 - 自然型トランペット（Natural trumpets）：ピッチの変更のための追加の機構がない
- 423.11 - 法螺貝型トランペット（Conches）:法螺貝をトランペットとして使う
- 423.111 - 上端歌口式法螺貝型トランペット：吹き口が先端にある
- 423.111.2 - 吹管付

## 記譜法
トゥンカルの記譜法、それらは特定の仏教寺院で疎らに見られ、多くは唱歌のためのものである。それらには音程の情報は非常に少ないか全くなく、主にリズムと発音のみである。これのために記譜法はネウマの体系を用いる（中世ヨーロッパの最初期の楽譜のいくつかと異なり）音程情報だけでなくリズム及び旋律輪郭情報を含む。しかしながら異なった音程で演奏されるのは非常に稀で、合唱における装飾音としてのみ使われる。

## 音楽の中での役割
トゥンカルの音は「仏教の法の世界への宣言の象徴」（Grove Music Online, 2006）であり、管弦楽において2つ1組で演奏される。また、特定の催し物で人を呼ぶ際にも用いられ、その際には東西南北の四方に向かって配される。
トゥンカルの使われる合奏の例のうち仏へ捧げる音楽ではスィルニェン（小さなシンバル）とチューガ（捧げ物の太鼓）と共に用いられる。その合奏は悪霊を混乱させ仏を幸せにするといわれる。トゥンカルの演奏はまだ他の楽器の奏法を習っていない少年によるものが大抵である。